# Max Ackermann
Max Ackermann (Berlín, 5 de octubre de 1887-Unterlengenhardt, 14 de noviembre de 1975) fue un pintor y artista gráfico alemán de obras abstractas y arte figurativo.

## Vida y obra
Ackermann comenzó con la talla de figuras en madera y modelando ornamentos en el estudio de su padre a una edad temprana, junto con su hermano mayor Otto Ackermann. De 1905 a 1907 estudió con Henry van de Velde en su estudio de Weimar y en el estudio de Gotthardt Kuehl en Dresde (1908-9). De 1909 a 1910, amplió sus estudios con Franz von Stuck en la Academia de Bellas Artes de Múnich. En 1912, con 25 años, asistió a la Academia Estatal de Bellas Artes de Stuttgart, donde trabajó como aprendiz de Adolf Hölzel, quien introdujo a Ackermann en la pintura no figurativa, resultando ser una influencia formativa en sus futuras obras, y empezó a pintar de manera abstracta.
Max Ackermann participó en la Primera Guerra Mundial, durante la cual resultó heridoy dado de alta después de un largo período en el hospital. Después de la guerra, desde 1918 hasta 1919 fue miembro de Der Blaue Reiter ('El jinete azul'). En 1921, el artista se reunió con el pionero de la danza abstracta Rudolf von Laban, con quien debatió vivamente sobre la notación de la danza y el contrapunto, inspirando a Ackermann sobre la pintura rítmica ciega. A lo largo de la década de 1920 trabajó como artista en Stuttgart, donde su primera exposición individual se celebró en 1924, con pinturas figurativas y abstractas, pasteles y dibujos en la Asociación de Arte Württembergische. En 1926, pasó un tiempo en París donde se hizo amigo de Piet Mondrian y Adolf Loos. Alrededor de este tiempo, Wassily Kandinsky, le confirmó y alentó en su búsqueda de la pintura absoluta. En 1928, compartió una muestra colectiva en la Galería "Kunsthaus Schaller" en Stuttgart con Kandinsky y George Grosz.
Estableció un Lehrwerkstätte für Neue Kunst (Taller de capacitación de Arte Moderno) en su estudio y organizó seminarios vacacionales para los jóvenes maestros de arte. En 1930, Ackermann presentó un seminario sobre "pintura absoluta" en la Universidad Popular de Stuttgart. Con base en los temas de los seminarios, en 1933 dio conferencias en una exposición de Hölzel en la galería Valentien de Stuttgart. Ackermann fue considerado degenerado por las nuevas autoridades nazis, y en 1933 le fue prohibido exhibir por decreto; en 1936, otra vez por decreto, le fue prohibida la enseñanza. También sufrió la confiscación oficial de los gráficos y cuadros expestos en la Galería Estatal Württembergische en Stuttgart. Después de ser retirado de la enseñanza, Ackermann continuó con su trabajo abstracto en Hornstaad en el Lago de Constanza, que se convirtió en una colonia de artistas unidos por Otto Dix, Erich Heckel y Helmuth Macke.
Muchas de sus primeras obras se perdieron cuando su estudio fue destruido en 1943 durante un ataque aéreo durante la Segunda Guerra Mundial. Después de la guerra, en 1946 una exposición individual en Stuttgart fue seguida por otras exposiciones individuales en ciudades de Alemania Occidental y una muestra colectiva en el Salon des Réalités Nouvelles en París y en 1949, en Zúrich, en la exposición Kunst in Deutschland 1930-49. Con Wolfgang Fortner, Ackermann celebró un seminario sobre la música y la pintura en 1952. Un año más tarde, participó en un evento con Hugo Häring y Kurt Leonhart sobre el tema de la pintura y la arquitectura. En 1956, como sucesor de Willi Baumeister, que había muerto, la Asociación de Aartistas Künstlerbund Baden-Württemberg introdujo a Ackermann en el Rat der Zehn («Consejo de los Diez»). El estado de Baden-Württemberg otorgó a Ackermann el título honorífico de Profesor en 1957, y en 1964 fue honrado por la Academia Alemana Occidental. Para celebrar su 80 cumpleaños en 1967, se celebraron exposiciones individuales en el Museo de Mittelrhein en Coblenza y en otras galerías de Kaiserslautern, Friedrichshafen y el Lago de Constanza. En 1967 la exposición retrospectiva de su obra a partir de 1908 tuvo lugar en Koblenz, Kaiserslautern, Constanza, Wolfsburg y Colonia, y en la Universidad de Chicago en 1969.
Se casó dos veces, con Gertrude Ostermayer de 1936 a 1957 y con Johanna Strathomeyer en 1974. Ackermann murió en Unterlengenhardt, Bad Liebenzell en la Selva Negra, el 14 de noviembre de 1975, con 88 años de edad.

### Estilo
Durante un tiempo le atrajo el Verismo, la crítica y el socialismo, dirigiendo finalmente sus simpatías políticas hacia el comunismo.
A partir de la década de 1930, Max Ackermann desarrolló un creciente interés por la pintura abstracta y el constructivismo (la "absoluta pintura"), hasta que esta forma de arte, llamado arte degenerado, fue prohibido por los nazis en 1936.Sin embargo, se las arregló para vender algunas pinturas.
Es conocido como el pintor del azul.

## Obras
- 1927: Alemania, 95 × 62,3 cm.
- 1930: La composición no figurativa, 155 × 111 cm.
- 1932: Hormigón, 100 × 109.
- 1947: Sin título, 29 x 19 cm.
- 1948: Fanal, 43,4x30,5 cm.
- 1951: La bola de fuego, 205 × 80 cm.
- 1953: Continente, 120 x 80 cm.
- 1954: Puente entre Continentes, 120 × 50 cm.
- 1955: A la alegría.
- 1957: Sin título (Bajamar), 50 × 65 cm.
- 1957: Tonos de colores II, 185x100 cm.
- 1960: Sin título, 65x40 cm.
- 1962: Composición, 185 × 130 cm.
- 1962: Sin título, 120'5x100 cm.